# Nimralův list
List od Nimrala (anglicky Leaf by Niggle) je filozofická povídka, napsaná J. R. R. Tolkienem v letech 1938 – 1939. Poprvé byla publikována v časopise Dublin Review v lednu 1945. Později vyšla v knize Tree and Leaf a v knize Poems and Stories. V češtině vyšla ve sbírce Pohádky, vydané nakladatelstvím Winston-Smith v roce 1992, ve sbírce Příběhy z čarovné říše, vydané nakladatelstvím Mladá fronta v roce 1997, a ve sbírce List od Nimrala a jiné příběhy. Text pro obě česká vydání přeložila Stanislava Pošustová. Povídka vypovídá o Tolkienově přístupu k umělecké tvorbě a je alegorií jeho chápání života vůbec.

## Děj
Povídka vypráví o malíři jménem Nimral (v originále Niggle), žijícím ve společnosti, v níž výtvarné umění není ceněno. Maluje tedy z nutkavé potřeby jen pro vlastní potěšení. Jeho životním dílem je obrovské plátno s obrazem velkého stromu uprostřed lesa s krajinou a s horami v pozadí. Vymalovává detailně každý list stromu, takže je každý jedinečný. Kvůli obrazu Nimral opomíjí mnohé své jiné povinnosti, i tak ho ale od práce na něm každou chvíli odvádí nějaké všední starosti a povinnosti.
Nimral ví, že se musí „vydat na dalekou cestu“, které se „nemůže vyhnout“ a tuší, že nestihne svůj obraz dokončit. Kromě toho se na tuto cestu musí připravit, ale přípravy neustále odkládá. Jednou jej od práce na obraze vyruší jeho chromý soused Farský s prosbou o pomoc – jeho žena je nemocná a on pro ni potřebuje zavolat lékaře. Nimral se proto obětavě vydá v dešti pro lékaře, přestože tuší, že kvůli této pochůzce možná nestihne domalovat svůj milovaný obraz. Po návratu domů sám onemocní a přijede si pro něj kdosi, kdo se představí jako Kočí. Přišel prý Nimralův čas, má odcestovat. Protože ale Nimral nebyl na cestu připraven, pošlou jej do jakéhosi nemocničního ústavu, kde musí vykonávat podřadnou a těžkou práci. Pracuje nekonečně dlouho a velmi tvrdě až do úplného vyčerpání. Pak vyslechne jakousi poradu. Lékaři zde hodnotí celý jeho předešlý život a posuzují, zda má ještě v ústavu zůstat. Pro Nimralovo propuštění „na další stupeň“ se stane rozhodující jeho obětavá cesta deštěm pro lékaře.
Je poslán do lesa. Zde zjistí, že krajina s lesem a velkým stromem je krajinou z jeho obrazu. Později se k němu připojí jeho soused Farský, oba pracují jako zahradníci. Časem Nimral pocítí touhu vydat se do nejvzdálenějších míst, do Hor, které byly na jeho obraze zobrazeny pouze v obrysech. Farský se na tuto cestu ještě necítí být připraven a tak se s Nimralem na čas loučí a zůstává v krajině z Nimralova obrazu.
Nimralovi sousedi a přátelé mluví o Nimralovi. Vychází najevo, že si jeho malování prakticky nikdo necenil, jeho práce se zastal pouze pan učitel. Zachránil z Nimralova obrazu malý kousek, na němž byl namalovaný jeden list stromu – „List od Nimrala“. Ten pak dlouho visel zarámovaný v muzeu, než i s muzeem při požáru shořel. Nakonec o Nimralovi a o jeho krajině z obrazu mluví Lékaři z ústavu. Ti naopak mluví s uznáním a říkají, že Farský Nimralov, jak krajinu nazvali, je nejlepším předstupněm k Horám, krajem, kde jejich svěřenci docházejí zotavení.

## Rozbor
Nimralův list je možno číst jako alegorii života, smrti, očistce a ráje. Nimral není připraven na svou nevyhnutelnou cestu, stejně jako lidé nejsou připraveni na smrt. Práce v ústavu a později v lese představuje očistec odkud odchází Nimral do Hor, které představují ráj.
Nimralův list tak připomíná knihu Poslední bitva Tolkienova blízkého přítele C. S. Lewise. Důraz na očistu je však u Tolkiena jako u katolíka větší než u C. S. Lewise, který byl anglikánem.
Nimralův list může být také interpretován jako alegorie Tolkienova chápání světa – skutečné stvoření je výsadou Boha, a ti, kdo se snaží tvořit, mohou vytvářet pouze ozvěny tohoto stvoření (dobro) nebo karikaturu tohoto stvoření (zlo). Tak se Nimralova touha po pravdě a kráse odráží v jeho obraze, a proto je po smrti odměněn tím, že se jeho obraz stane skutečností. Možná také strom skutečně existuje a v jeho obraze je odrážen.
Postava Nimrala je autobiografická – všední starosti Tolkiena odváděly od literární tvorby. Tolkien byl ve své literární tvorbě perfekcionistický, usiloval o dokonalou reálnost svého světa (což se projevuje mj. ve chronologii příběhů nebo v jazycích národů jeho bájné země) a stejně jako Nimral odsouval ostatní činnosti a věnoval se především práci na knihách o Středozemi.